# 美国空军一级司令部列表
本条目是美国空军一级司令部（Major Commands，MAJCOM）列表，一般翻译为一级司令部，也有翻译为主司令部。
美國空軍部下轄美國空軍及美國太空軍的所有人員，一级司令部直接受美國空軍參謀部指揮，是美國空軍最高级别的建制單位，下辖编號航空隊或其它單位。
美国空军编制较为特别，在本土基本按照职能整编，而在海外则按地域整编，所有的职能司令部加地域司令部便构成了整个空军的一级司令部。每个一级司令部都拥有完整的内部结构，以遂行各自明确的任务。一般而言，一级司令部是作战性的或是支援性的，作战性有战略、战术、空间、防御等几种；支援性的有补给、装备、保障、培训、特种服务等。
美国空军最近一次一级司令部大整编是在1992年。2006年7月，美國空軍網路作戰司令部（英語：Air Force Network Operations，縮寫簡稱：AFNETOPS）在巴克斯代爾空軍基地成立，被广泛认为会成为新的一级司令部：空軍賽博司令部，但最终未予成行，该司令部被整编到美國空軍太空司令部旗下。目前，最新的一级司令部是2009年8月成立的全球打击司令部，而最近裁撤的一級司令部為2019年升格為美國太空軍的美國空軍太空司令部。
空军自1947年成立以来，共有27个组织被指定为一级司令部，随着时间的推移，编制不断调整，有的被裁撤、合并或转换为编号航空队，而另一些则建立或从编号航空队成立。目前，美国空军共分为9個一级司令部，其中7个职能司令部，2个地域性司令部，還有其它美國空軍直屬單位。

## 现役一级司令部
| 标识 | 名称           | 总部驻地                          | 任务                                                                               |
| ---- | -------------- | --------------------------------- | ---------------------------------------------------------------------------------- |
|      | 空战司令部     | 兰利-尤斯蒂斯联合基地，弗吉尼亚州 | 同时为美国中央司令部，美国南方司令部，美国北方司令部, 及美国战略司令部提供作战力量 |
|      | 太平洋空军     | 珍珠港-希卡姆联合基地，夏威夷     | 同时为美国太平洋司令部提供作战力量                                                 |
|      | 驻欧非空军     | 拉姆施泰因空军基地，德国          | 同时为美国欧洲司令部、美国非洲司令部提供作战力量                                   |
|      | 特种作战司令部 | 赫尔伯特机场，佛罗里达州          | 同时为美国特种作战司令部提供作战力量                                               |
|      | 教育训练司令部 | 伦道夫空军基地，德克萨斯州        | 负责招募、教育和训练空军人员                                                       |
|      | 机动司令部     | 斯科特空军基地，伊利诺伊州        | 为美国武装力量提供全球空中机动、空运和空中加油                                     |
|      | 全球打击司令部 | 巴克斯代尔空军基地，路易斯安那州  | 发展和提供核武器实行全球打击力量                                                   |
|      | 装备司令部     | 赖特-帕特森空军基地，俄亥俄州     | 研究、发展、测试、评估、采办、管理空军装备                                         |
|      | 预备役司令部   | 罗宾斯空军基地，佐治亚州          | 负责预备役空军的战备训练                                                           |

## 历史一级司令部
| 标识 | 名称                                                                           | 存在期間                    |
| ---- | ------------------------------------------------------------------------------ | --------------------------- |
|      | 阿拉斯加空军司令部 （Alaskan Air Command）                                     | 1945–1990                   |
|      | 航空太空防衛司令部 （Aerospace Defense Command）                               | 1946–1950; 1951–1980        |
|      | 空军賽博司令部（暫時）（Air Force Cyber Command ）                             | 2007–2008                   |
|      | 通信司令部（Air Force Communications Command）                                 | 1961–1991                   |
|      | 空軍情报司令部 （Air Force Intelligence Command）                              | 1948–1993                   |
|      | 空軍後勤司令部）（Air Force Logistics Command]                                 | 1944–1992                   |
|      | 空軍太空司令部（Air Force Space Command）                                      | 1982–2019                   |
|      | 空軍系统司令部（Air Force Systems Command）                                    | 1950–1992                   |
|      | 空軍測試司令部 （Air Proving Ground Command）                                  | 1946–1957；降級為次級司令部 |
|      | 训练司令部（Air Training Command）                                             | 1946–1993                   |
|      | 美国空军大学（Military Airlift Command]）                                      | 1920–1993                   |
|      | 加勒比海空军司令部 （Caribbean Air Command）                                   | 1940–1976                   |
|      | 大陆空军司令部 （Continental Air Command）                                     | 1948–1968                   |
|      | 空軍电子安全司令部（Electronic Security Command）                              | 1948–1993                   |
|      | 空軍华盛顿軍區（Air Force District of Washington\|Headquarters Command, USAF） | 1946–1976                   |
|      | 军事空运司令部（Military Airlift Command）                                     | 1966–1992                   |
|      | 东北空军司令部（Northeast Air Command）                                        | 1950–1957                   |
|      | 太平洋空军司令部（Pacific Air Command）                                        | 1946–1949                   |
|      | 美国空军特种武器司令部 （Special Weapons Command）                             | 1949–1952                   |
|      | 战略空军司令部（Strategic Air Command）                                        | 1946–1992                   |
|      | 战术空军司令部 （Tactical Air Command）                                        | 1946–1992                   |
|      | 南方空军司令部（United States Air Forces Southern Command）                    | 1940–1976                   |